# Tälermühle
Die Tälermühle ist eine Wassermühle an der Roda und Ortsteil von Waltersdorf im Saale-Holzland-Kreis in Thüringen.

## Geographie
Südlich von Stadtroda liegt die Tälermühle an der Landesstraße 1062 zwischen Waltersdorf und Erdmannsdorf im Tal der Roda.

## Geschichte
1288 wurde die Mühle urkundlich erstmals erwähnt.
Im 12. Jahrhundert gründeten fränkische Siedler Waltersdorf. Sie erbauten wohl die Mühle und nannten sie Neumühle. Christian Albert von Meusebach erbaute dann 1722 diese Mühle. Ab 1970 war die Mühle Weiterbildungszentrum der Agraringenieurschule Stadtroda als Rechtsträger. 1997 wurde der Lehrgangsbetrieb bis zur Klärung offener Vermögensfragen eingestellt. 2001 erhielten Erben den Besitz zurück, den sie verkauften. Das Hauptgebäude wird nun privat genutzt.